# Mary Toft
Mary Toft (født Denyer; ca. 1701–1763), også stavet Tofts, var en engelsk kvinde fra Godalming, Surrey, som i 1726 blev genstand for en del kontrovers efter havde narret læger til at tro på, at hun skulle have født kaniner.
I 1726 blev Toft gravid, men efter at hun blev meget fascineret af at se en kanin, skulle hun efter sigende have aborteret. Hun påstod at have født forskellige dele fra dyr, hvilket fik en lokal kirurg ved navn John Howard til at undersøge sagen. Han leverede flere stykker dyrekød og gav andre prominente læger besked, hvilket også nåede til Nathaniel St. André, der var kong George 1.'s læge. St. André konkluderede, at Tofts sag var rigtig nok, og sendte bud efter kirurgen Cyriacus Ahlers, der dog var skeptisk. På dette tidspunkt blev Toft, som var blevet temmelig berømt, bragt til London og undersøgt grundigt, og da hun ikke kunne sætte flere kaniner i verden, erkendte hun til sidst at have narret alle. Hun blev fængslet for bedrageri.
Det efterfølgende offentlige drilleri skabte panik blandt lægestanden, og det ødelagde flere prominente kirurgers karrierer. Affæren blev beskrevet satirisk ved flere lejligheder, ikke mindst i billeder af William Hogarth, der også var kritisk overfor lægestandens troværdighed. Toft endte med at kunne tage hjem, uden at der blev rejst sag.